# Branko Okić
Branko „Brane“ Okić (* 16. Februar 1969 in Kreševo, SFR Jugoslawien) ist ein bosnisch-herzegowinischer Fußballspieler und -trainer.
Ab 1995 gehörte er mit zweijähriger Unterbrechung dem VfR Aalen an und war dort nach dem Ende seiner Spielerkarriere 2009 bis 2012 im Trainerstab tätig. Neben diversen Stationen im Amateurfußball war er im Profibereich zuletzt von 2020 bis 2021 Co-Trainer des bulgarischen Rekordmeisters ZSKA Sofia.

## Karriere

### Als Spieler
Branko Okić wurde in Kreševo im heutigen Bosnien und Herzegowina geboren. Mitte der 1980er Jahre zählte der 1,73 m große, beidfüßige Mittelfeldakteur auf der Spielmacherposition als 32-facher Juniorennationalspieler zu den hoffnungsvollsten Talenten des jugoslawischen Fußballs. 1986 unterschrieb er als 17-Jähriger einen Dreijahresvertrag beim Erstligisten FK Sarajevo. Mit Beginn des Bürgerkrieges wurde Okić als Soldat eingezogen.
Durch die Kontakte eines Freundes zum R.A.A. La Louvière unterzeichnete Okić einen Dreijahresvertrag bei dem belgischen Zweitligisten. 1994 scheiterte ein Wechsel zum deutschen Zweitligisten TSV 1860 München. Okic war zunächst vereinslos und schloss sich daraufhin dem VfL Sindelfingen in der fünftklassigen Verbandsliga Württemberg an.
Mittlerweile verheiratet und in Heidenheim an der Brenz wohnhaft, wechselte er zur Saison 1995/96 zum VfR Aalen in die Oberliga Baden-Württemberg. Dort wurde er schnell zum Stamm- und Schlüsselspieler sowie zum Publikumsliebling. 1999 stieg er mit dem Verein in die drittklassige Regionalliga Süd auf. Im Sommer 2002 wechselte er zum Ligakonkurrenten Rot-Weiß Erfurt und wurde auch dort zum Publikumsliebling. In der Saison 2003/04, an deren Ende der Aufstieg in die Zweite Bundesliga stand, glänzte er als Spielmacher in 34 Spielen mit fünf Toren und 25 Torvorlagen und wurde nach Saisonende von den Trainern zum zweitbesten Spieler der Liga gewählt. Wegen seines fortgeschrittenen Alters von 35 Jahren wurde Okić jedoch zur neuen Saison von Aufstiegstrainer René Müller aussortiert.
Über eine Zwischenstation beim Oberligisten Heidenheimer SB 1846 kehrte er in der Winterpause der Saison 2004/05 wieder zum VfR Aalen zurück. Hier konnte er an seine alten Leistungen wieder anknüpfen und hatte so maßgeblichen Anteil am sportlichen Erfolg. Mit zunehmendem Alter wurde er immer seltener berücksichtigt, in der Saison 2008/09 in der neu geschaffenen Dritten Liga, an deren Ende der VfR mit einem Punkt Rückstand zum rettenden 18. Tabellenplatz abstieg, stand er unter den Trainern Edgar Schmitt, Jürgen Kohler, Kosta Runjaic und Petrik Sander nur noch zwei Mal in der Startaufstellung. Erst Rainer Scharinger, der die Mannschaft als fünfter Trainer der Saison vier Spieltage vor Saisonende übernahm, schenkte dem 40-Jährigen, der in dieser Zeit noch vor Michael Tarnat und Jens Lehmann der älteste Fußballprofi in Deutschland war, wieder Vertrauen und stellte ihn in allen vier verbleibenden Partien von Beginn an auf. Mit Saisonende beendete Branko Okić seine Profikarriere, absolvierte in den folgenden Jahren aber noch einige Spiele für verschiedene Amateurvereine.

### Als Trainer
Obwohl er beim VfR Aalen noch einen bis 2010 laufenden Spielervertrag besaß, beendete Branko Okić seine Profikarriere im Sommer 2009. Anschließend wurde er in der Rolle eines Spielertrainers Co-Trainer der Amateurmannschaft des VfR unter Petar Kosturkow, die in der sechstklassigen Verbandsliga Württemberg antrat. 2011 wechselte Okić innerhalb des Vereins und wurde Trainer der A-Junioren (U19) der Aalener, die in der zweitklassigen A-Junioren-Oberliga spielten. Ein Jahr später beendete der Verein jedoch die Zusammenarbeit, als der Nachwuchsbereich nach dem Aufstieg der Profimannschaft in die zweite Bundesliga neu organisiert werden musste. Okić verließ den Verein daraufhin nach insgesamt 15-jähriger Zugehörigkeit.
Danach spielte er kurzzeitig beim Kreisligisten DJK-SG Schwabsberg-Buch, ehe er während der bereits laufenden Saison im Herbst 2015 das Traineramt beim SV Ebnat mit Spielbetrieb in der siebtklassigen Landesliga Württemberg Staffel 2 übernahm und sich dort des Öfteren auch selbst einsetzte. Nach einem Jahr verließ er im Herbst 2016 die Mannschaft, die mittlerweile in die achtklassige Bezirksliga abgestiegen war, wieder. In der Winterpause 2016/17 übernahm er das Traineramt bei TURA Untermünkheim (Landesliga Württemberg Staffel 1) und trainierte die Mannschaft bis zum Saisonende, wobei er mit dem Team auf zwölf Niederlagen in dreizehn Ligaspielen kam und den Verein daraufhin erneut verlassen musste. Während der Zeit in Untermünkheim setzte sich Okić ebenfalls regelmäßig selbst ein.
Noch im Herbst 2017 heuerte er beim Kreisligisten DJK Schwabsberg-Buch, bei dem er etwas mehr als zwei Jahre zuvor noch gespielt hatte, als Trainer an. Im letzten Meisterschaftsspiel trainierte er das Team noch zusammen mit dem Jugendtrainer Matthias Manz und war ab dem Frühjahr 2018 alleine für die Mannschaft verantwortlich. Bereits in seiner zweiten Saison beim Klub rangierte die erste Kampfmannschaft der DJK Schwabsberg-Buch am Saisonende überlegen auf dem ersten Platz, was einen Aufstieg in die Bezirksliga bedeute. In dieser (Bezirksliga Ostwürttemberg) trainierte er die Mannschaft daraufhin auch noch bis zur Winterpause, ehe die Saison im Frühjahr 2020 aufgrund der COVID-19-Pandemie vorzeitig abgebrochen werden musste. Danach betreute er das Team noch für einige Runden in der Spielzeit 2020/21 und wurde danach im September 2020 von seinen Pflichten entbunden.
Im November 2020 wurde Okić Co-Trainer des bulgarischen Erstligisten und Rekordmeisters ZSKA Sofia unter dem ebenfalls neu verpflichteten Cheftrainer Bruno Akrapović. Nach zehn Ligaspielen, davon sieben Siege und zwei Niederlagen, wurde er Ende März 2021 dort jedoch gemeinsam mit Akrapović wieder freigestellt.
Anschließend kehrte Okić wieder nach Ostwürttemberg zurück und übernahm im Sommer 2023 das Training des Kreisligisten SV Pfahlheim.